# P'tit Berrichon
De P’tit Berrichon is een Franse kaas die gemaakt wordt in de vallei van de Loire in de regio Centre-Val de Loire.
De P’tit Berrichon is een specialiteit uit de oude provincie Berry. De kaas wordt gemaakt van geitenmelk. De geitenmelk wordt langzaam gestremd en in kleine vormen gedaan. De kaas wordt licht gezouten en heeft direct een echte geitenkaassmaak. Bij de verse kaas is die smaak het duidelijkst, de kaasmassa is dan zacht. Iets verder gerijpt wordt de kaasmassa wat steviger en wordt de smaak geconcentreerder, iets meer in een bittere richting.
De kaas heeft veel weg van een kleine versie van de beroemde buurman Crottin de Chavignol.